# 고무라-베베르 협정
고무라-베베르 협정(일본어: 小村・ウェーバー協定 코무라-웨에바 쿄오테에[*])는 1896년 5월 일본 제국 외교관료 고무라 주타로와 러시아 제국 외교관 카를 베베르가 아관파천 직후 한반도를 두고 러일간의 충돌을 막고자 체결된 협정을 말한다.

## 의의
이 조약으로 인해 일본은 조선 내 러시아의 영향력을 인정했으나 일본 역시 한반도에 군대를 주둔시킬 수 있는 권한을 얻게 되었다. 또 일본은 을미사변에 대한 책임을 인정하는 가 하면, 아관파천에 대한 성립도 인정되었다.

## 내용
각서는 총 4조항으로 이루어져 있다. 제1조는 고종의 환궁 문제는 국왕 자신의 판단에 일임하며, 러시아와 일본은 안정상 문제가 없다고 여겨질 때 환궁하는 것을 충고한다는 것이었다. 제2조는 현재 한국 정부의 내각 대신들은 국왕의 의사대로 임명되었으며 이후에도 러시아와 일본은 국왕에게 관대하고 온화한 인물을 내각 대신에 임명하도록 항상 권고한다는 것이었다. 제3조는 한국의 부산과 경성 사이에 설치된 일본 전신선 보호를 위해 배치한 일본 위병을 헌병으로 대신하며, 이들 헌병은 한국 정부가 안녕질서를 회복하게 되는 지역부터 철수시킨다는 것이었다. 제4조는 한성 및 개항장에 있는 일본인 거류지를 보호하기 위해 일본군을 배치하며, 상황이 안정되면 철수한다는 것이었다. 또 러시아도 공사관 및 영사관을 보호하기 위해 군대를 배치할 수 있으며, 상황이 안정되면 철수한다는 내용을 담고 있다.

## 같이 보기
- 대한제국
- 니시-로젠 협정
- 야마가타-로바노프 협정